# Peter Schneeberger (Journalist)
Peter Schneeberger (* 25. April 1972 in Zell am Ziller) ist ein österreichischer Journalist und Fernsehmoderator.

## Leben
Peter Schneeberger studierte von 1992 bis 1996 in Salzburg, Berlin und Wien Musikwissenschaften und Germanistik. Ab 1999 war er für das Nachrichtenmagazin Profil tätig, wo er als Kulturredakteur über die Opern- und Theaterwelt berichtete und Artikel über Restitutionsfälle in Österreich sowie kulturpolitische Themen veröffentlichte. Außerdem schrieb er für das Schweizer Wochenmagazin Die Weltwoche und die deutsche Tageszeitung Die Welt.
2009 wechselte er zum ORF, wo er das Ressort Musik und Theater in der Aktuellen Kultur leitete und im März 2018 die Sendungsverantwortung für das gesamte Hauptressort Aktuelle Kultur übernahm. Von 2012 bis 2014 moderierte er die Matinee am Sonntag in ORF2, seit 2013 präsentiert er die Reihe Orte der Kindheit und seit 2015 berichtet er für den ORF von Opern- und Theaterpremieren.
Auf 3sat präsentierte er in Nachfolge von Ernst A. Grandits ab dem 23. Jänner 2017 das Magazin Kulturzeit. Anfang Dezember 2020 wurde Lillian Moschen als Nachfolgerin von Schneeberger als österreichische Vertreterin im vierköpfigen Moderatorinnenteam des 3sat-Magazins vorgestellt.
Im Mai 2017 war er einer der vier Kandidaten der Promi-Ausgabe der Millionenshow, im Juni 2017 und 2018 war er Teil des Moderatorenteams bei der Übertragung des Life Balls. Außerdem gehört er seit 2020 zum Rateteam von Ich trage einen großen Namen. Seit dem 1. Februar 2021 präsentiert er abwechselnd mit Clarissa Stadler den Kulturmontag auf ORF2.

## Auszeichnungen (Auswahl)
- 2020: Journalist des Jahres in der Kategorie Kultur[11]
- 2022: Journalist des Jahres in der Kategorie Kultur[12]